# Treviso (provincie)
De provincie Treviso is gelegen in de Noord-Italiaanse regio Veneto. Ze grenst in het noorden aan de provincie Belluno, in het oosten aan de provincie Pordenone (regio Friuli-Venezia-Giulia), in het zuiden aan de provincies Venetië en Padua en ten slotte in het westen aan de provincie Vicenza.
Het oostelijke deel van de provincie Treviso ligt in de laagvlakte van de Veneto. Bij Quarto Altina is de Laguna Veneta nog geen twee kilometer verwijderd. De industrie is hier sterk ontwikkeld. Naar het noordoosten toe wordt het land steeds heuvelachtiger. De belangrijkste rivier is de Piave die bijna overal door haar natuurlijke grintbedding stroomt. 
De hoofdstad Treviso ligt aan de river de Sile. Door de stad lopen enkele kanalen waardoor er een licht aan Venetië doet denken. Het Piazza dei Signori is het sociale hart van de stad, hier staat het 13de-eeuwse stadhuis Palazzo dei Trecento. Treviso is de thuisbasis van het megaconcern Benetton.
In de vlakte van Treviso wordt rode wijn gemaakt, ten noorden van Treviso witte wijn en grappa. 
Veel plaatsen in de provincie hebben een goed behouden historisch centrum zoals Conegliano, Vittorio Veneto en Asolo. Castelfranco Veneto is de geboorteplaats van de beroemde middeleeuwse schilder Giorgione. In de domkerk San Liberale hangt een door hem geschilderde afbeelding van Maria. In het noordoosten ligt de hoogvlakte van Cansiglio, delen ervan zijn tot beschermd natuurgebied verklaard. Ten westen van de berg Col de Moi ligt de 706 meter hoge Passo San Boldo die verbinding vormt tussen de provincie Treviso en de Bellunese stad Feltre. De haarspeldbochten van deze weg liggen in tunnels.

## Foto's

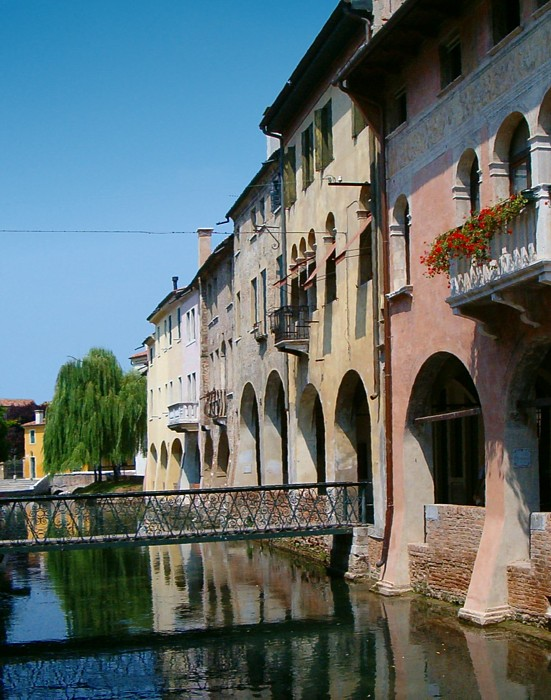
Treviso

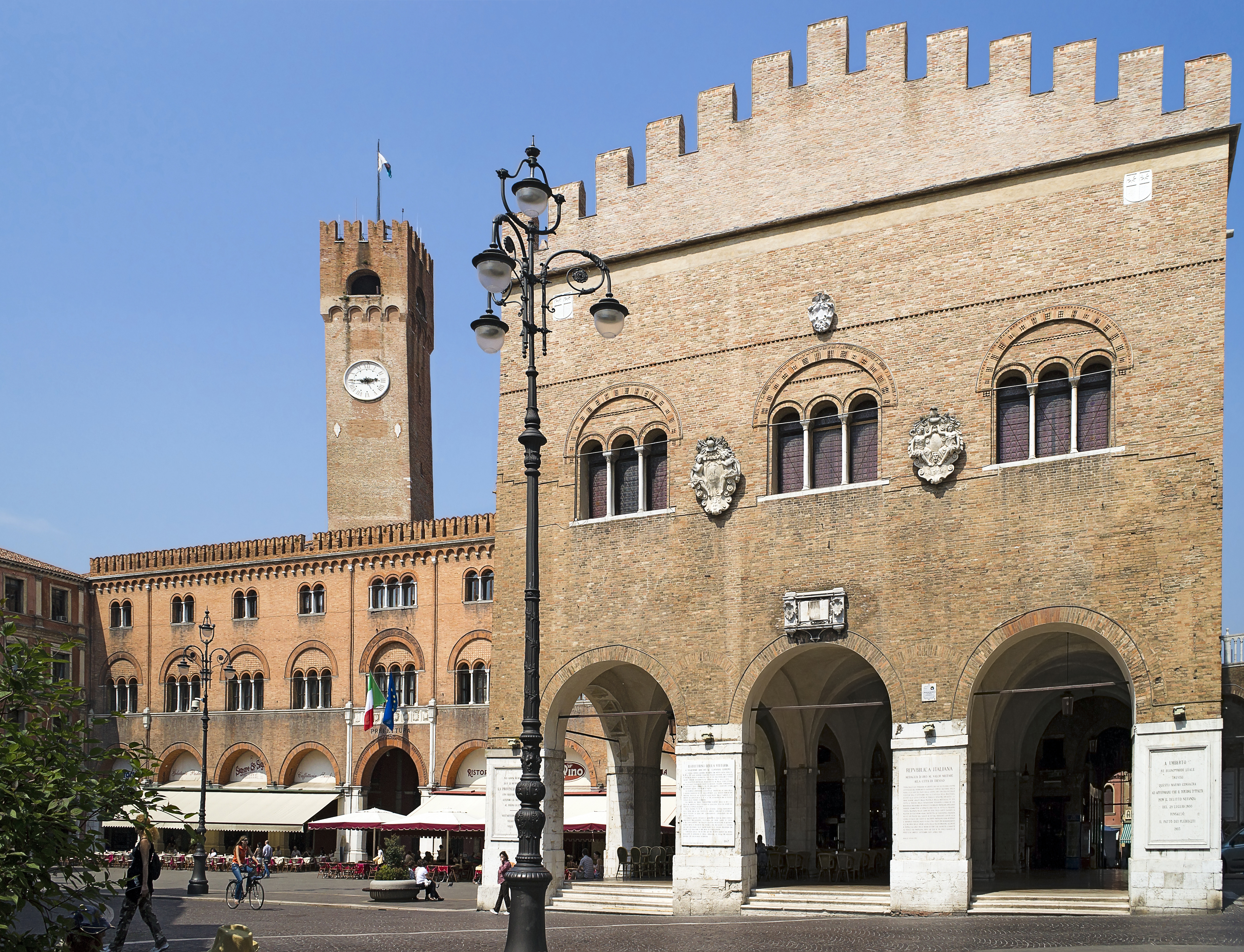
Treviso Piazza dei Signori e Palazzo dei Trecento

## Belangrijke plaatsen
- Treviso (79.875 inw.)
- Castelfranco Veneto (31.480 inw.)
- Vittorio Veneto (29.175 inw.)
- Conegliano (36.000 inw.)